# Platymiscium cordatum
Platymiscium cordatum är en ärtväxtart som beskrevs av Paul Hermann Wilhelm Taubert. Platymiscium cordatum ingår i släktet Platymiscium och familjen ärtväxter. Inga underarter finns listade i Catalogue of Life.